# James Mather (Sounddesigner)
James H. Mather (* vor 1980 in Bristol) ist ein britischer Sounddesigner.

## Leben
James Mather wurde in Bristol geboren. In den 1980er Jahren begann Mather als Schnittassistent zu arbeiten, so unter anderem in Australien in der Tonabteilung von George Miller bei der Herstellung des apokalyptischen Action-Abenteuerfilms Mad Max – Jenseits der Donnerkuppel. Danach war er als Tongestalter beim britischen Fernsehen tätig und ging eine Partnerschaft mit Aardman Animations ein. Freiberuflich war er im Folgenden insbesondere an solchen Filmprojekten beteiligt, die originelle Soundscapes erforderten.
Seine Arbeit umfasst mehrere der Narnia- und Harry-Potter-Filme und zuletzt Transformers: The Last Knight und Kenneth Branagh Remake des Agatha-Christie-Klassikers Mord im Orient Express.
Mather ist auch als Dozent tätig und unterrichtete unter anderem eine Masterklasse an der International Film Television & Music Academy (IFFMA) in München.

## Filmografie (Auswahl)
- 2004: Birth
- 2005: The Magic Roundabout
- 2005: Wallace & Gromit – Auf der Jagd nach dem Riesenkaninchen (Wallace & Gromit: The Curse of the Were-Rabbit)
- 2007: Harry Potter und der Orden des Phönix (Harry Potter and the Order of the Phoenix)
- 2010: Harry Potter und die Heiligtümer des Todes – Teil 1 (Harry Potter and the Deathly Hallows: Part 1)
- 2011: Harry Potter und die Heiligtümer des Todes – Teil 2 (Harry Potter and the Deathly Hallows: Part 2)
- 2017: Transformers: The Last Knight
- 2018: Mission: Impossible – Fallout
- 2019: Wenn du König wärst (The Kid Who Would Be King)
- 2019: Fighting with My Family
- 2019: Maleficent: Mächte der Finsternis (Maleficent: Mistress of Evil)
- 2019: Last Christmas
- 2019: Cats
- 2020: Artemis Fowl
- 2020: Der einzig wahre Ivan (The One and Only Ivan)
- 2021: Ron läuft schief (Ron's Gone Wrong)
- 2021: Belfast
- 2021: House of Gucci
- 2022: Tod auf dem Nil (Death on the Nile)
- 2022: Top Gun: Maverick
- 2022: Blue Jean
- 2022: The School for Good and Evil
- 2023: Mission: Impossible – Dead Reckoning Teil Eins (Mission: Impossible – Dead Reckoning Part One)

## Auszeichnungen (Auswahl)
Academy Awards
- 2022: Nominierung für den Besten Sound (Belfast)
- 2023: Auszeichnung für den Besten Sound (Top Gun: Maverick)
- 2024: Nominierung für den Besten Sound (Mission: Impossible – Dead Reckoning Teil Eins)

British Academy Film Award
- 2012: Nominierung für den Besten Sound (Harry Potter und die Heiligtümer des Todes – Teil 2)
- 2019: Nominierung für den Besten Sound (Mission: Impossible – Fallout)
- 2023: Nominierung für den Besten Sound (Top Gun: Maverick)
- 2024: Nominierung für den Besten Sound (Mission: Impossible – Dead Reckoning Teil Eins)

Primetime Emmy Awards
- 2005: Auszeichnung in der Kategorie Outstanding Sound Editing for a Miniseries, Movie or a Special (The Life and Death of Peter Sellers)

Satellite Award
- 2001: Nominierung für den Besten Sound (Chicken Run)
- 2011: Nominierung für den Besten Tonschnitt (Harry Potter und die Heiligtümer des Todes – Teil 2)